# Quantum Fantay
Quantum Fantay is een Belgische spacerockformatie uit Lokeren ontstaan in 2002. De band is een van de belangrijkste vertegenwoordigers van de Belgische progressieve rock naast artiesten als Alucard, Panopticum en Karma Depth. Toetsenist Pieter van den Broeck en bassist Wouter De Geest vormen de basis van Quantum Fantay. Zij maakten ook deel uit van de bands Oregon en Ghiribizzi. Aanstekelijke ritmes, scheurende gitaarmuziek en zwevende dwarsfluitklanken zijn de ingrediënten van hun progressieve spacerock.
In 2002 maakte de band de demo Demonstration. Twee jaar later, in mei 2004, verscheen hun debuutalbum Agapanthusterra. De plaat werd warm onthaald door Europese recensenten. Agapanthusterra is een plaat met gevarieerde instrumentale spacerock en invloeden van onder meer Marillion, Ozric Tentacles, Jean-Michel Jarre, Hawkwind en zelfs Dream Theater. De gitaarsolo's van Dario Frodo zoals in ‘Chase The dragon’ en ‘Lantanasch’ doen denken aan Ozric Tentacles. Het nummer ‘Niek Shlut’ verscheen ook op A Taste Of Belgium, een verzamelaar met uitsluitend Belgische progressieve rock.
Het nummer ‘Trip Escape’ werd meermaals op Classic 21 gedraaid. Marc Ysaye van Classic 21 noemde het een van de beste Belgische muziekproducties van 2004. De band verwierf met hun debuut enige bekendheid in het buitenland, met Duitsland in het bijzonder waar ze onder meer optraden op het hoofdpodium van het Burg Herzberg-festival. Quantum Fantay speelde ook reeds op festivals in Nederland, Duitsland, Luxemburg, Zwitserland, Groot-Brittannië en Polen.
Op 10 en 17 december 2006 speelde Quantum Fantay in de Spirit Of 66 in Verviers naast andere progrockbands.
In februari 2007 bracht Quantum Fantay zijn tweede studioalbum uit, onder de titel Ugisiunsi. Op 19 juli 2007 speelde het kwintet op het Burg Herzberg-festival in Duitsland. Daar werd een dubbele live-cd opgenomen.
In 2009 verscheen het derde studioalbum (Kaleidothrope) en was de band te gast op onder andere NEARfest in de Verenigde Staten, waar de groep de affiche deelde met Uriah Heep, Pain of Salvation en Opeth. Ook waren er optredens met Treshold.
Op 8 oktober 2010 verscheen hun vierde album Bridges Of Kukuriku. In 2011 werd ter promotie een uitgebreide livetournee gemaakt.

## Bandleden
- Pieter van den Broeck (Pete Mush): synthesizer, Turkse saz, vocoder
- Wouter De Geest (Jaro): basgitaar, saz
- Tom Tas: gitaar
- Gino Verhaegen: drums
- Jorinde Staal: (Dwarsfluit)
- Nette Willox: (Sax)
- Karel Slabbaert (Charles Sla): fluit (2002-2010)
- Dario Frodo: gitaar (2002-2014)
- Srdjan Vuccic: (gitaar) (2007)

## Discografie
- (Demo)nstration (2002)
- Agapanthusterra (2005)
- Ugisiunsi (2007)
- Agapanthusterra (heruitgave) (2007)
- From Herzberg To Livingroom (live) (2008)
- Kaleidothrope (2009)
- Bridges Of Kukuriku (2010)
- Bridges of the Old Fishingmine (live) (2011)
- Terragaia (2014)
- Dancing in Limbo (2015)
- Tessellation Of Euclidean Space (2017)
- Yemaya Orisha (2019)